# Ján Benedikti
Ján Benedikti o Ján Blahoslav (Ľuboreč, 11 agosto 1796 – Kežmarok, 25 novembre 1847) è stato un letterato e insegnante slovacco.

## Biografia
Nacque da suo padre omonimo Ján Benedikti e da sua moglie Zuzana, nata Fašková.  
Studiò nei ginnasi di Miskolc, di Lučenec, di Banská Štiavnica, poi dal 1811 al 1812 a Banská Bystrica, e in seguito al liceo evangelico di Kežmarok, poi ancora a Presburgo, l'odierna Bratislava, e dal 1817 al 1819 all'Università di Jena. Nel 1819 tornò in patria per divenire professore al liceo evangelico di Kežmarok, dove fu eletto rettore per quattro mandati.
Durante gli studi a Banská Bystrica divenne amico di Ján Kollár e fu in rapporti epistolari con gli illuministi francesi. A Presburgo conobbe František Palacký. Fu conoscitore degli autori classici, soprattutto dei greci, ma fu pure ricercatore di canzoni popolari. Si occupò di prosodia insieme con Pavel Jozef Šafárik. 
Nella sua attività di insegnante guidò gli allievi verso un sentimento nazionale ed estetico, attribuì grande importanza all'esercizio fisico e nel 1834 introdusse la ginnastica come materia di insegnamento del liceo.
Sposò Mária, nata Aboštová.

## Opere
- Písně svetské lidu slovenského v Uhrách 1-2, ("Canzoni festive della gente slovacca nel Regno d'Ungheria. Raccolti e pubblicati da Pavel Jozef Šafárik, Ján Blahoslav e altri"), Budapest, 1823-1827 (coautore con Pavel Jozef Šafárik)
- Píseň jarní ku Ganumedovi z rána, in: Větší a zvláštnejší kalendář... 1821